# Lichtgevoelige transistor
Bij een lichtgevoelige transistor bepaalt de intensiteit van het opvallende licht de mate van geleiding van de transistor.
In principe vervangt het opvallende licht de basisstroom. Deze is bij een normale transistor bepalend voor de geleidbaarheid (tussen collector en emitter).